# Едіт Барретт
Едіт Барретт (англ. Edith Barrett; нар. 19 січня 1907, Роксбері, Бостон, Массачусетс, США — пом. 22 лютого 1977, Альбукерке, Нью-Мексико, США) — американська акторка театру та кіно.

## Життєпис
Народилася сім'ї театралів, була онукою відомого актора ХІХ століття Лоуренса Барретта.
З Вінсентом Прайсом, одним із провідних акторів трупи, Барретт зав'язала стосунки, які перейшли у шлюб у 1938 році. У цьому шлюбі народила сина Вінсента Барретта Прайса, який став публіцистом. Розлучилася в 1948 році.
Померла від інфаркту 22 лютого 1977 року.

## Діяльність
1925 року юна Едіт дебютувала у бродвейській постановці «Трелоні з „Уеллса“» за п'єсою Артура Вінга Пінеро. Молоду акторку взяв під свою опіку Волтер Гемпден і задіяв її у багатьох своїх постановках. В основному це був класичний репертуар та костюмовані драми. До 20 років Барретт встигла зіграти у «Гамлеті», «Венеціанському купці», «Генрісі IV» та «Безсмертному злодії».
Барретт по-справжньому відбулася в акторській професії після виконання ролі Помпілії у п'єсі «Капонсаккі» за романом Роберта Браунінга «Кільце та книга». Найбільшим успіхом у її бродвейській кар'єрі стала роль сценічній постановці «Місіс Мунлайт». Наприкінці 1930-х Барретт приєдналася до театральної трупи Орсона Веллса «Театр Меркурій». 
На початку 1940-х років Едіт Барретт перейшла від роботи в театрі до зйомок у кіно. Її першим фільмом став «Дами у відставці» (Ladies in Retirement, 1941), де вона втілила одну з божевільних сестер головної героїні. Ця драма з елементами трилеру, в основу якої покладено виставу, своєю чергою засновану на реальних подіях, була представлена на премії «Оскар» у двох номінаціях, що дозволило акторці отримати більш серйозну роль. У 1943 році вийшов на екрани фільм жахів «Я гуляла із зомбі», де Барретт зіграла роль мачухи головної героїні, Джесіки Голланд. Незабаром у фільмі «Джейн Ейр» Барретт втілила місіс Фейрфакс, економку містера Рочестера. 
Після розлучення в 1948 році майже перестала зніматися. У 1950-х роках акторка грала незначні ролі в телевізійних серіалах, після чого остаточно залишила акторську професію.

## Вибрана фільмографія
| Рік  |   | Українська назва         | Оригінальна назва      | Роль           |
| ---- | - | ------------------------ | ---------------------- | -------------- |
| 1943 | ф | Пісня Бернадетти         | The Song of Bernadette | Крузін Бушуорс |
| 1949 | ф | Леді грає в азартні ігри | The Lady Gambles       | Рут Філліпс    |